# Barameda
Barameda — рід різодонтових лопатеперих риб, які мешкали під час турнейської стадії поблизу початку кам'яновугільного періоду в Австралії; скам'янілості представників роду були знайдені у формації Снігові рівнини. Найбільший представник цього роду, Barameda decipiens, досягав приблизно 3–4 метри в довжину, тоді як найменший вид, B. mitchelli, за оцінками, мав довжину близько 35 сантиметрів.

## Палеоекологія
Разом з іншими ризодонтами Барамеда, ймовірно, був донним хижаком із засідки, і його грудні плавці підтверджують цю інтерпретацію.